# 猛犸象
猛犸象又稱長毛象，古哺乳动物，是长鼻目象科中特化的一类象，属于猛犸象属（学名：Mammuthus），大小近似现代的象，全身覆盖棕色长毛，门齿向上弯曲。
猛犸象源于非洲，早更新世时分佈於欧洲、亚洲、北美洲的北部地区，尤其是冻原地带，体毛长，有一层厚脂肪可隔寒，夏季以草類和豆类为食，冬季以灌木、树皮为食，以群居为主。存活於500萬年到3700年前。最後一批西伯利亞猛犸象大约于公元前2000年至前1700年左右灭绝，此時古埃及早已进入了金字塔時代。

## 词源
猛犸（mammoth）一词源于俄语（mamont），这个词大概是从沃古尔（曼西）语mang ont借来，意为“地角”。以目前所知的文献来看，英语里这个词最早见于理查德·詹姆斯编写的首部俄英词典《俄英小词典》（Dictionariolum Russico-Anglicum）（1618）中。

## 描述

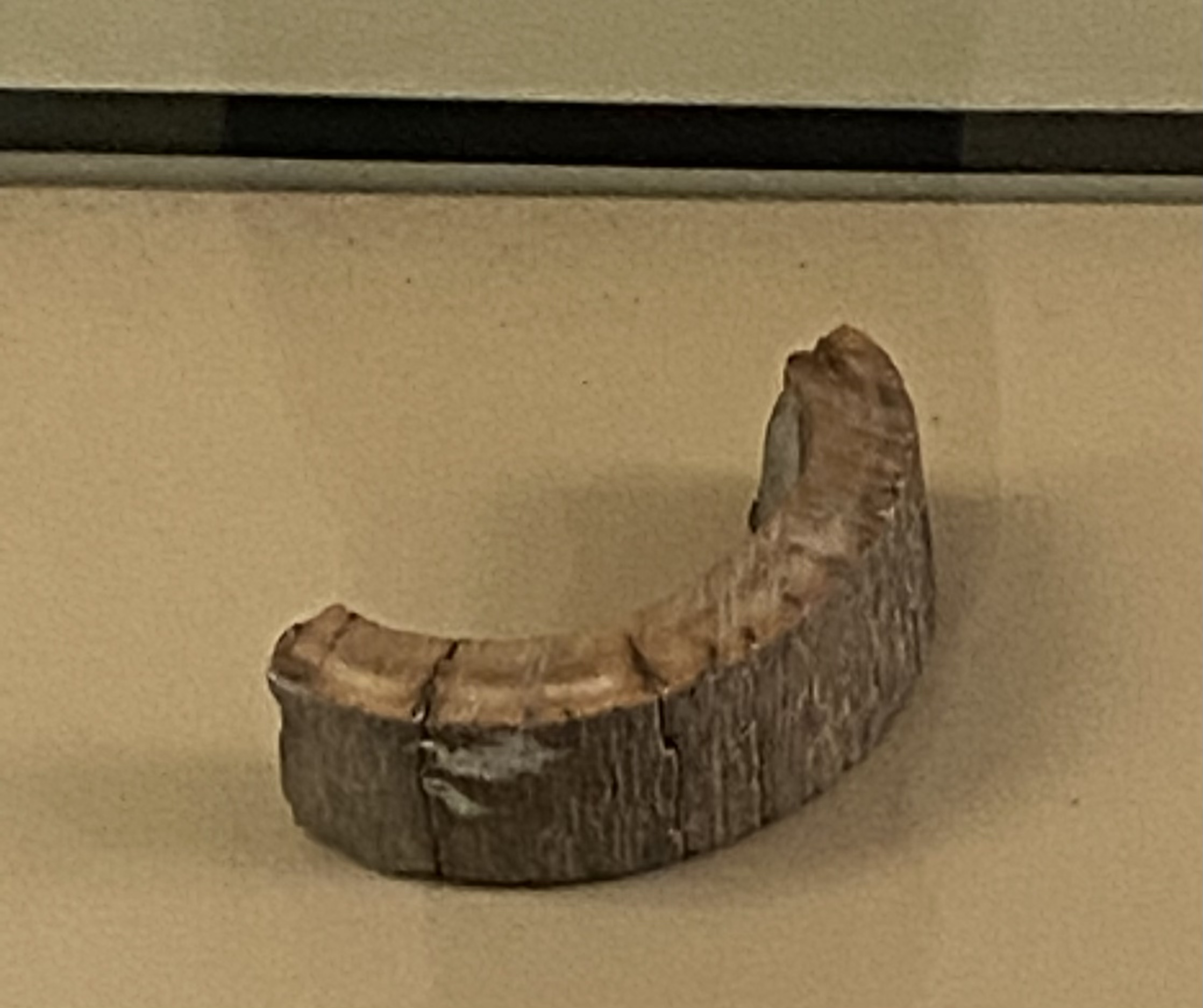
拍攝於香港大學許士芬地質博物館的猛獁象象牙截面

和他们的现代亲戚一样，猛犸非常巨大。猛犸中已知最大的种类，肩高4米，重达6-8吨，个别雄性的体重超过12吨，但是大部分种类的猛犸只有现代亚洲象那么大。基于对他们的近亲现代象的研究，猛犸的怀孕期可能长达22个月，一胎只生育一个后代。他们的社会结构可能与非洲象或者亚洲象相似，雌性生活在由一个雌性首领领导群体中，同时雄性单独生活或者在性成熟之后生活在松散的小群中。

## 灭绝
到目前为止，史前猎人一直是猛犸灭绝的主要的嫌疑人。但最新研究认为，长毛猛犸象消失的另一個原因，是在4000年前因气候变化而灭绝。

## 下属物种
本属包括以下物种：
- 非洲猛犸 Mammuthus africanavus
- Mammuthus chosaricus Dubrovo, 1966
- 哥倫比亞猛獁 Mammuthus columbi
- 克里特島矮猛犸 Mammuthus creticus
- 侏儒猛獁 Mammuthus exilis
- Mammuthus jeffersonii
- 薩丁尼亞島猛獁 Mammuthus lamarmorai [5]
- 南方猛獁 Mammuthus meridionalis (Nesti, 1825)
- 真猛獁 Mammuthus primigenius (Blumenbach, 1799)
- 羅馬尼亞猛獁 Mammuthus rumanus
- 亚平额猛獁 Mammuthus subplanifrons
- 草原猛犸 Mammuthus trogontherii

## 複製重生的可能性
2012年在東西伯利亞發現的保存完好的猛犸象屍體，為猛犸象透過生物複製來達成去滅絕提供了希望，一些由俄羅斯科學家領導的國際小組發現了猛犸象完好無損的包括毛髮、骨髓在內的細胞。理論上，在過去一萬到四萬年間滅絕的生物，如果有完好的細胞存在的話，是可以復活的。
2013年5月，俄羅斯的研究團隊更在掘出的母猛獁象體內抽出仍可流動的血液。
曼尼托巴大學的科學家已經成功複製出了猛犸象的血紅蛋白，結果產生的樣本近似于真正的猛犸象細胞。
2015年12月，坐落于天津国际生物医药联合研究院的一家从事动物複製的项目组对媒体宣布，猛犸象复活计划已经启动。

## 外部連結
- 愛知世博會關於古代長毛象的發掘 （页面存档备份，存于）
- The role of human of the stone age in the death of the mammoth faunal complex （页面存档备份，存于）